# Викторук, Елена Николаевна
Еле́на Никола́евна Виктору́к (род. 9 июня 1961 года, Красноярск, СССР) — российский философ, специалист в области прикладной и профессиональной этики, философским проблемам социального познания, философии морали. Доктор философских наук, профессор.

## Биография
Родилась 9 июня 1961 года в Красноярске.
В 1979 году поступила, а в 1984 году окончила философский факультет Уральского государственного университета имени А. М. Горького по специальности «философ, преподаватель философии».
С 1984 по 2013 годы преподавала в Сибирском государственном технологическом университете на кафедре философии — ассистент (1984—1988), старший преподаватель (1991—1996), доцент (1996—2006), профессор (2006—2013). С 1999 года была заведующей этой кафедры.
В 1988 году поступила, а в 1991 году окончила очную аспирантуру философского факультета МГУ имени М. В. Ломоносова и там же под научным руководством кандидата философских наук, доцента Г. Г. Кириленко защитила диссертацию на соискание учёной степени кандидата философских наук по теме «Роль интерпретации в самосознании личности» (специальность 09.00.01 — диалектика и теория познания). Официальные оппоненты — доктор философских наук, профессор Е. И. Кукушкина и кандидат философских наук, доцент Л. Е. Моторина. Ведущая организация — МГПИ имени В. И. Ленина.
В 2004 году в РГПУ имени А. И. Герцена защитила диссертацю на соискание учёной степени доктора философских наук по теме «Неклассические модели этической аргументации» (специальность 09.00.05 — этика). Официальные оппоненты — доктор философских наук, профессор В. Г. Иванов, доктор философских наук, профессор Г. Л. Тульчинский и доктор философских наук, профессор А. Е. Зимбули. Ведущая организация — МГУ имени М. В. Ломоносова.
С 2013 года — профессор и заведующая кафедрой философии, социологии и религиоведения КГПУ имени В. П. Астафьева.
Профессор кафедры философии Красноярского государственного университета, затем Гуманитарного института Сибирского федерального университета.
Член-корреспондент САН ВШ.
Член Красноярского отделения Научно-образовательного культурологического общества (НОКО).
Автор более 300 научных публикаций и пяти монографий. Автор учебно-методических комплексов дисциплин (УМКД и ЭУМКД) «Философия», «Этика», «Профессиональная этика», банков тестовых заданий (БТЗ) по дисциплинам «философия», «этика», «этика деловых отношений», электронных сетевых учебников, более 15 учебных пособий.

## Научная деятельность
Е. Н. Викторук в своих исследованиях установила, что в духовных областях современного общества проявляется феномен неклассических этик, который выражается в выполнении привычных задач морали в «не-этических» областях теории и практики, а также имеет место моральное теоретизирование неявного типа, которое воплощается в гуманитарных науках, как и в искусстве и литературе. При этом функциональным подходом выявляется неклассические этики в виде «этик-для-общества», которые находятся в обществе в необходимой предопределённости, которая именуется «этическая аргументация» (представляет собой убеждение субъекта морали следовать определённым моральным императивам и ценностям). Она имеет множество рефлексивных уровней и охватывает вербальные и невербальные, явные и неявные, духовные и практические способы убеждения в истинности (то есть применимых в повседневной жизни) ценностных установок и поведенческих стереотипов, которые определяют: 1) определённые человеческие поступки 2) самостоятельные представления человека (морального субъекта) касательно своего поведения и тех поступков, которые он совершил 3) представления, складывающиеся у прочих людей относительно поступков и поведения данного человека (морального субъекта).

## Общественная деятельность
С 2007 года член Общественного экспертного совета по взаимодействию со СМИ Красноярского края, действующего в рамках Красноярского филиала Центра национальной славы.

## Отзывы
Культуролог А. В. Ульяновский в 2005 году в монографии «Мифодизайн: коммерческие и социальные мифы» отмечал:
Дело в том, что в 2004 году в Санкт-Петербурге прошла защита докторской диссертации Елены Николаевны Виеторук «Неклассические модели этической аргументации». Эта революционная и фундаментальная философская работа, по сути, описала целое смысловое пространство новых направлений аргументации. Видеориторика, потребностные мифологии и мифологические аргументации наконец-то обрели основания для включения в общую теорию аргументации.

## Научные труды

### Диссертации
- Викторук Е. Н. Роль интерпретации в самосознании личности : автореферат дис. … кандидата философских наук : 09.00.01.— М., 1991. — 19 c.
- Викторук Е. Н. Неклассические модели этической аргументации [Текст] : автореф. дис. на соиск. учен. степ. д-ра филос. наук : 09.00.05 / Викторук Елена Николаевна; [Рос. гос. пед. ун-т им. А. И. Герцена]. — СПб., 2004. — 35 с.

### Монографии, пособия
- Философия: Курс лекций для студентов всех форм обучения и всех специальностей /Мин. общего и проф. образования РФ; Ч.1: Актульные проблемы / Р. Иванов, В. Махонина, Е. Н. Викторук, и др. — Красноярск : СибГТУ, 1998. — 124 с. ISBN 5-230-17408-0
- Философия: Курс лекций для студентов всех форм обучения и всех специальностей /Мин. общего и проф. образования РФ; Ч.2: Актуальные проблемы социальной философии / Р. Иванов, А. Израилевский, Е. Н. Викторук, и др.. — Красноярск : СибГТУ, 1998. — 152 с. ISBN 5-230-17408-0
- Философия. «Философия всеединства» Вл. Соловьёва. Методические указания, программа и планы семинарских занятий к спецкурсу для студентов заочной и дневной форм обучения/ сост. Е. Н. Викторук, В. П. Махонина. — Красноярск: СибГТУ, 1998. — 56 с.
- Викторук Е. Н., Черняева А. С. Лекции по философии; М-во образования РФ, Сибирский гос. технолог. ун-т. — Доп. и перераб. изд. — Красноярск : СибГТУ, 2001. Ч. 1 : Учебный курс. —2001. — 128 с. ISBN 5-8173-0080-X
- Викторук Е. Н. Этика перемен: очерки неклассических теорий морали. — Красноярск: СибГТУ, 2002. — 188 c.
- Викторук Е. Н. Неклассические модели этической аргументации. СПб.: РГПУ им. А. И. Герцена, 2003. — 189 c.
- Викторук Е. Н. Неклассическая этика В. П. Астафьева. — Красноярск, 2006.
- Викторук Е. Н., Круглов Ю. В., Соболев В. Л. Репрессивная поэтика как феномен культуры : [монография]. — Красноярск : СибГТУ, 2009. — 161 с. ISBN 5-8173-0429-1 (ошибоч.)
- Викторук Е. Н. История и философия науки. Философские проблемы социально-гуманитарных наук. Курс лекций для аспирантов. — Красноярск, 2010. (в соавт.)
- Викторук Е. Н. Горизонты свободы и идентичности: опыт философского смыслополагания [Текст] : монография / Е. Н. Викторук [и др.]. — Красноярск : СибГТУ, 2012. — 210 с. — (Библиотека гуманитарного факультета СибГТУ; Вып. 2).

ISBN 978-5-8173-0550-0

### Статьи
- Викторук Е. Н. Формирование этических знаний в свете неклассической модели этической аргументации. // Философия образования. — Новосибирск. — № 9. — 2003. — C. 141—150.
- Викторук Е. Н. Этическая аргументация как объект моделирования. // Предпринимательство.— № 4/5. — 2003. — С. 169—172.
- Викторук Е. Н. О понятии неклассических этик.// Философия и методология социального познания. — М.: Полиграф Информ. — № 3. — 2003. — С.62-66.
- Викторук Е. Н., Григорьева Л. И. Теоретические аспекты неклассических этик: новые религиозные движения в контексте действующих правовых норм. // Религия и право. — № 2. — 2003. — С. 27-30.
- Викторук Е. Н. Неклассические системы морали: лингвистический подход. // Вестник Красноярского государственного университета. Гуманитарные науки. — Красноярск: КрасГУ. — № 4. — 2003. — С. 16-20.
- Викторук, Е. Н. «Рынок» этико-образовательных услуг : (На примере г. Красноярска) // Сибирь в XXI веке : альтернативы и прогнозы развития / М-во образования Рос. Федерации, Красноярский государственный университет, Научно-практическая конференция (2003; Красноярск); Отв. за вып. В. А. Сапожников. — Красноярск : КрасГУ, 2003. — Ч. 2. — С. 68-73 . ISBN 5-7638-0438-4
- Викторук Е. Н. Насилие и этическое образование.// Образование и насилие. Сб статей / Под ред. Пигрова К. С./ — СПб.: Изд-во СПбГУ. — 2004. — С. 225—241.
- Викторук Е. Н., Махонина В. П., Яровенко С. А. Курс истории и философии науки — вызов современной образовательной среды. // Эпистемология и философия науки. — 2006. — Т. 9. — № 3. — С. 93-101.
- Викторук Е. Н. Этика и аксиология науки для аспирантов и соискателей: (опыт работы в Сибирском государственном технологическом университете)// Эпистемология и философия науки. — 2009. — № 3. — С. 95-107. ISSN 1811-833Х
- Viktoruk E.N., Chebotarev E.V. Ethnical educational innovations: Ethnic-project work in the sphere of commercial business-education // Журнал Сибирского федерального университета. Серия: Гуманитарные науки. — 2009. — Т. 2. — № 1. — С. 84-93.
- Викторук Е. Н., Викторук Е. А. Этика и мораль глобального мира: пути к «человеку воспитанному» Архивная копия от 6 ноября 2013 на Wayback Machine// К 90 Культура и этика нового мира: кол. монография, отв. ред. Ю. Н. Москвич [Серия: Библиотека актуальной философии]. — Вып. 6. — Красноярск: Изд-во «Литера-принт», 2009. — 286 с. ISBN 978-5-85981-337-7
- Москвич Ю. Н., Викторук Е. Н. Культурные и ментальные запросы и ценности студенческой молодежи Красноярска // Россия и современный мир. — № 4.— 2011. — C. 202—216. (также опубликовано в Человек: образ и сущность. — 2012. — № 2012. — С. 122—139.
- Викторук Е. Н., Махонина В. П., Черняева А. С. «Исторические дела философии» Владимира Соловьёва как введение в университетский курс философии // Соловьевские исследования. — Иваново: Ивановский государственный энергетический университет им. В. И. Ленина — 2012. — № 4. — С. 177—184. ISSN: 2076-9210

### Тезисы международных конференций
- Викторук Е. Н., Черняева А. С. Использование компьютерных технологий в преподавании философии/ «Компьютеризация обучения и проблемы гуманизации образования в техническом вузе». — Пенза, Россия, 2003.
- Викторук Е. Н. Некоторые аспекты этической аргументации. // «Профессиональная этика в PR и рекламе». Санкт-Петербург, Россия, 2003.
- Викторук Е. Н. О типах этических моделей. // «Россия-Азия: становление и развитие национального самосознания». Улан-Удэ, Россия, 2005.
- Викторук Е. Н. Ресурс современного этического образования. // «Природные и интеллектуальные ресурсы Сибири (Сибресурс-11-2005)». — Томск, Россия, 2005.
- Викторук Е. Н., Соболев Ю. В. Репрессивная поэтика в политическом дискурсе: язык и искусство. С. 60 // Современная политическая лингвистика : тезисы Междунар. науч. конф. (Екатеринбург,29.09—6.10.2011) / гл. ред. А. П. Чудинов. — Екатеринбург:УрГПУ, 2011. — 307 с.

### Научная редакция
- Этика, поэтика, метафизика сознания: опыт философского смыслополагания (коллективная монография) / Отв. ред. Е. Н. Викторук. Вып. 1. — Красноярск: СибГТУ, 2011. — 212 с.

## Интервью
- Мерзлякова А. Аристотель, новая мораль и брачные объявления // Сибирский форум: интеллектуальный диалог. — сентябрь 2011 г.

## Награды
- Благодарственное письмо Администрации Красноярского края «За плодотворную научную деятельность и подготовку высококвалифицированных кадров»(2000);[2][3]
- Лауреат премии «Интеллект и культура» «За творческую работу по подготовке студентов и аспирантов»[3]
- Преподаватель года высшей школы Красноярского края «За внедрение новых информационных технологий в учебный процесс и разработку новых учебных курсов»(2004);[2][3]
- Почётный работник высшего профессионального образования Российской Федерации (2005);[2][3]
- Лауреат Всероссийского конкурса на лучшую научную книгу 2009 года в номинации: «Гуманитарные и общественные науки» за монографию «Репрессивная поэтика как феномен культуры».
- Лауреат Всероссийского конкурса на лучшую научную книгу 2010 года в номинации: «Гуманитарные и общественные науки» за монографию «История и философия науки. Философские проблемы социально-гуманитарных наук». (совместно с Черняевой А. С. и Яровенко С. А.)[10]